# Дамер – Чудовисько: Історія Джеффрі Дамера
«Чудовисько: Історія Джеффрі Дамера» (англ. Dahmer – Monster: The Jeffrey Dahmer Story) — перший сезон американського серіалу «Чудовисько», створений спільно Раяном Мерфі та Єном Бреннаном. Прем'єра шоу відбулася на Netflix 21 вересня 2022 року. З початку планувалося, що проєкт буде складатися з 10 епізодів та розповідати про Джеффрі Дамера, проте 7 листопада 2022 року Netflix продовжив серіал на два сезони, зазначивши про те, що це буде телесеріал-антологія. Наступні сезони також будуть заснованими на життях «інших жахливих постатей».

## Сюжет
Серіал розповідає про вбивства сумнозвісного серійного вбивці Джеффрі Дамера, якого грає Еван Пітерс.

## У ролях
- Еван Пітерс у ролі Джеффрі Дамера
- Річард Дженкінс у ролі Лайонела Дамера
- Пенелопа Енн Міллер у ролі Джойс Дамер
- Нісі Неш у ролі Гленди Клівленд
- Майкл Лернед у ролі Кетрін Дамер
- Шон Браун у ролі Трейсі Едвардс
- Колін Форд у ролі Чазза

## Український Дубляж
- Студія: Так Треба Продакшн[11].
- Режисер дубляжу: Олена Мойжес
- Перекладач: Ілона Штундер
- Спеціаліст зі зведення звуку: Дмитро Бойко
- Менеджер проекту: Сергій Ванiфатьєв

Ролі дублювали:
- Джеффрі — Андрій Соболєв
- Лайонел — Михайло Войчук
- Катерина — Наталія Задніпровська
- Шарі — Катерина Буцька
- Гленда — Олена Узлюк
- Джойс — Лідія Муращенко

Додатковий акторський склад: Павло Скороходько, В'ячеслав Хостікоєв, Олександр Шевчук, Кирило Татарченко, Лесь Гімбаржевський, Анна Артем'єва, Юлія Малахова, Сергій Гутько, Демьян Білявський, Алекс Степаненко

## Саундтрек
Музику до серіалу написали та виконали Нік Кейв та Воррен Елліс.